# En svit med par
En svit med par är EP av Nicolai Dunger, utgiven 2012 på Rönnells Antikvariat, Fleshboat och Dunger Communications.
Skivan utgörs av låtar skrivna till sju stycken skulpturer som Dunger skapade under slutet av 1990-talet. Låtarna framförs tillsammans med cellisten Leo Svensson. Med skivan följde även en bok formgiven av Lars Fuhre, rektor på Beckmans designhögskola. Skivan utgavs som en 10"-vinyl i 400 exemplar.
Skulpturerna är framställda i kronologisk ordning och följer ett par från de att de träffas fram till deras död. Dunger har beskrivit musiken som "en slags romanser som spelas på piano och cello". Han har också kallat skivan för "bland de snyggaste utgivningar jag har gjort".

## Låtlista
1. "Man och kvinna" – 2:20
2. "Dansande par" – 3:33
3. "Kärlekspar" – 3:16
4. "Friarpar" – 3:32
5. "Sovande par" – 3:59
6. "Gammalt par" – 3:06
7. "Pojke med blå ballong" – 3:57

### Fotnoter
1. 1 2  ”Nicolai Dunger”. Pet Sounds. Arkiverad från originalet den 18 april 2013. https://archive.is/20130418085114/http://www.petsounds.se/musik/nicolai-dunger?prod_id=5267. Läst 12 januari 2013.
2. 1 2  ”"Störande projekt med konst från Dunger”. Piteå-tidningen. 5 december 2012. Arkiverad från originalet den 18 april 2013. https://archive.is/20130418080348/http://www.pitea-tidningen.se/noje/storande-projekt-med-konst-fran-dunger-7325689-default.aspx. Läst 12 januari 2013.